# Ligne Kurama
La ligne Kurama (鞍馬線, Kurama-sen) est une ligne ferroviaire de la compagnie Eizan Electric Railway (Eiden) à Kyoto au Japon. Elle relie la gare de Takaragaike à celle de Kurama.

## Histoire
La ligne est inaugurée le 1er décembre 1928.

## Caractéristiques

### Ligne
- Longueur : 8,8 km
- Écartement : 1 435 mm
- Alimentation : 600 V par caténaire
- Vitesse maximale : 60 km/h
- Nombre de voies :
  - double voie de Takaragaike à Nikenchaya
  - voie unique de Nikenchaya à Kurama

### Liste des gares
| Numéro | Gare               | Nom japonais | Distance (km) | Correspondances                | Localisation    |
| ------ | ------------------ | ------------ | ------------- | ------------------------------ | --------------- |
| E06    | Takaragaike        | 宝ケ池       | 0             | Eiden : Eizan (interconnexion) | Sakyō-ku, Kyoto |
| E09    | Hachiman-mae       | 八幡前       | 0,9           |                                | Sakyō-ku, Kyoto |
| E10    | Iwakura            | 岩倉         | 1,7           |                                | Sakyō-ku, Kyoto |
| E11    | Kino               | 木野         | 2,7           |                                | Sakyō-ku, Kyoto |
| E12    | Kyōto-Seikadai-mae | 京都精華大前 | 3,5           |                                | Sakyō-ku, Kyoto |
| E13    | Nikenchaya         | 二軒茶屋     | 4,1           |                                | Sakyō-ku, Kyoto |
| E14    | Ichihara           | 市原         | 5,3           |                                | Sakyō-ku, Kyoto |
| E15    | Ninose             | 二ノ瀬       | 6,6           |                                | Sakyō-ku, Kyoto |
| E16    | Kibuneguchi        | 貴船口       | 7,6           |                                | Sakyō-ku, Kyoto |
| E17    | Kurama             | 鞍馬         | 8,8           | Funiculaire Kurama-dera        | Sakyō-ku, Kyoto |

## Tourisme
Il existe un endroit appelé Momiji no tunnel (もみじのトンネル, Momiji no tonneru) entre les gares d'Ichihara et de Ninose. Ce tronçon de 250 mètres est entouré de 280 érables d'Iroha et d'Oomomiji. Ce tunnel d'érables n'est visible que de l'intérieur du train.